# Distretto di Bajancagaan (Tôv)
Il distretto di Bajancagaan  è uno dei ventisette distretti (sum) in cui è suddivisa la provincia del Tôv, in Mongolia. Conta una popolazione di 1.623 abitanti (censimento 2007). 